# Ross Elliott
Ross Elliott (* 18. Juni 1917 in der Bronx, New York; † 12. August 1999 in Los Angeles) war ein US-amerikanischer Schauspieler.

## Leben
Elliott begann seine Karriere am von Orson Welles gegründeten Mercury Theatre. Er gehörte 1938 zu den Sprechern der Hörspielproduktion von Krieg der Welten. Ab 1943 spielte er kleinere Rollen in Spielfilmen, häufig ohne im Abspann genannt zu werden. Eine größere Rolle hatte er erstmals 1952 in Fernruf aus Chicago. Weitere Rollen in B-Movies wie Dinosaurier in New York und Tarantula folgten, allerdings gelang es ihm nie, sich im Filmgeschäft zu etablieren. Filmengagements wie Was diese Frau so alles treibt (1963) oder Stoßtrupp Gold (1970) blieben die Ausnahme.
Elliotts Fernsehkarriere war deutlich erfolgreicher, er trat zwischen den 1950er- und 1980er-Jahren in über 100 Fernsehserien als Gaststar auf. Daneben hatte er von 1962 bis 1971 die wiederkehrende Rolle des Sheriff Abbott in der Westernserie Die Leute von der Shiloh Ranch.
1986 zog sich Elliott aus dem Showgeschäft zurück.
Ross Elliott starb am 12. August 1999 im Alter von 82 Jahren an Krebs. Er hinterließ seine Frau Sue und seine Schwester.

## Filmografie (Auswahl)
Kino
- 1947: Ku Klux Klan – Banditen in Maske (The Burning Cross)
- 1949: Herr der Unterwelt (The Crooked Way)
- 1950: Einer weiß zuviel (Woman on the Run)
- 1950: Frauengeheimnis (Three Secrets)
- 1951: Fernruf aus Chicago (Chicago Calling)
- 1955: Tarantula
- 1955: Der zäheste Raufbold (The toughest Man alive)
- 1956 : Der Würger von Sing-Sing (The indestructable Man)
- 1964: Ein tollkühner Draufgänger (The lively Set)
- 1967: Totem (Day of the Evil Gun)
- 1972: Endstation Hölle (Skyjacked)

Fernsehserien
- 1952: I Love Lucy
- 1956: Fury
- 1958: Perry Mason
- 1961: Am Fuß der blauen Berge (Laramie)
- 1963: Twilight Zone
- 1965: Mr. Ed
- 1966: Die Seaview – In geheimer Mission (Voyage to the bottom of the sea)
- 1967: Pistolen und Petticoats (Eine Folge: Ein Colt für Sorry Waters)
- 1968: Tennisschläger und Kanonen (I Spy)
- 1972: Kobra, übernehmen Sie (Mission: Impossible)
- 1973: Bonanza
- 1973: The New Perry Mason
- 1973–1975: Barnaby Jones (Fernsehserie, 4 Folgen)
- 1974: Rauchende Colts (Gunsmoke)
- 1975: Columbo: Tödliches Comeback (Forgotten Lady)
- 1980: Die Waltons (The Waltons)
- 1981: Dallas
- 1982: Unsere kleine Farm (Little House on the Prairie)
- 1983: Das A-Team (The A-Team)
- 1985: Alfred Hitchcock (Alfred Hitchcock presents)